# Theridion inquinatum continentale
Theridion inquinatum continentale is een spinnenondersoort in de taxonomische indeling van de kogelspinnen (Theridiidae).
Het dier behoort tot het geslacht Theridion. De wetenschappelijke naam van de soort werd voor het eerst geldig gepubliceerd in 1907 door Embrik Strand.